# Wonderwall (Band)
Wonderwall war eine deutsche Popband. Die Besetzung wechselte in der kurzen Bandgeschichte oftmals. Das einzige verbliebene Gründungsmitglied war, bis zuletzt, Ela Paul.
Wonderwall machte eingängigen, romantisch geprägten, auf Gesang basierenden akustischen Pop mit Folk-Einflüssen. Die Band schrieb alle Lieder selbst und verfasste dazu Texte in englischer Sprache.

## Werdegang
Jule Beck und Kati Schauer lernten sich beim Ballett kennen, Kati und Ela Paul kannten sich aus der Schule und fingen an, als Hobby zusammen Musik auf Akustikgitarren zu machen. In dieser Zeit, im Alter von etwa zwölf Jahren, nannten sie sich McDowell-Brothers, schrieben englische Texte und dachten sich dazu Melodien aus. Durch ein gemeinsames Theaterstück lernten sich dann alle drei kennen und traten anschließend zu dritt auf. Sie spielten ihre Lieder auf Gartenfesten und lokalen Events im Raum Köln. Zufällig gerieten sie an einen Produzenten, der ihren Vorstellungen entsprach.
Die erste Single Witchcraft wurde im Mai 2001 veröffentlicht und landete auf Platz 77 in den Single-Charts. Die folgende Single (Who Am I?, November 2001) gelangte nicht in die Charts.
Der Durchbruch gelang mittels einer Cross-Promotion mit der ARD-Serie Marienhof, als Just More mehrere Wochen lang in der Seifenoper der ARD gespielt wurde. Dies trug wesentlich dazu bei, die Gruppe bekannt und Just More zu Wonderwalls bisher größtem Hit zu machen. Die Single Just More erschien im Mai 2002. Sie stieg auf Platz neun in die deutschen Single-Charts ein und hielt sich dann drei Wochen lang auf Platz zwei.
Das erste Album Witchcraft, das kurz danach veröffentlicht wurde, kam auf Platz vier der deutschen Album-Charts. Im September 2002 erreichte die vierte Single In April Platz 33 in den Charts. Danach gingen die drei mit Ronan Keating als dessen Vorgruppe auf Europa-Tournee. Bei der Echo-Verleihung 2003 waren Wonderwall viermal nominiert und wurden als beste Newcomer national ausgezeichnet. Das zweite Album (What Does It Mean?), das Ela und Kati im November 2003 veröffentlichten, gelangte nur auf Platz 48 der Album-Charts. Auch die kurz zuvor noch mit Jule veröffentlichte Single (One More) Song for You war weniger erfolgreich.
Im Januar/Februar 2004 gingen Ela Paul und Kati Schauer erstmals mit The Mighty Sleepwalkers, die von da an als Begleitband von Wonderwall auftraten, auf Deutschland-Tournee. Im März 2004 wurde die Single Silent Tears veröffentlicht. Mit diesem Titel traten Wonderwall auch bei der Deutschen Vorentscheidung zum Eurovision Song Contest 2004 an und belegten dort den vierten Platz.
Am 8. April 2004 wurde bekanntgegeben, dass Wonderwall ihr bisheriges Label, die Warner-Tochter WEA, verlassen und fortan bei der Plattenfirma Seven Days Music des Produzenten Jack White unter Vertrag stehen werde. Zusammen mit dem Filmkomponisten Hans Zimmer arbeiteten Wonderwall anschließend an der Musik zu dem Zeichentrickfilm Lauras Stern, einer deutschen Produktion, die am 23. September 2004 in die Kinos kam. Dafür komponierten sie unter anderem den Titelsong Touch the Sky, der am 20. September 2004 als Singleauskopplung erschien. Im Herbst 2004 veröffentlichten Wonderwall ihr drittes Album Come Along, und vom 3. März bis zum 2. April 2005 waren Wonderwall zusammen mit ihrer Band auf ihrer zweiten Deutschlandtournee, der Come-Along-Tour, die durch 14 Städte führte. Am 25. April 2005 brachten Wonderwall die Single Losin’ You heraus, die ebenfalls, trotz einer weiteren Cross-Promotion mit der ARD-Serie Marienhof, kein kommerzieller Erfolg wurde.
Unter dem Eindruck gesunkener Verkaufszahlen gaben Paul und Schauer im August 2005 bekannt, bis 2008 ihre Karriere zurückstellen und bis dahin keine Lieder oder Platten aufzunehmen. Danach widmeten sie sich privaten Projekten (Ela: Schauspielschule Köln; Kati: Musical Academy Bremen) und traten sporadisch live auf.
Ela Paul und Kati Schauer haben für die Hörbuchreihe Freche Mädchen – freche Hörbücher, erschienen im Der Audio Verlag, an mehreren Hörbüchern mitgearbeitet, für die sie jeweils Musik beisteuerten und in denen sie Sprechrollen übernahmen.
Im Jahr 2008 kam es zu einer Neugründung, bestehend aus Ela Paul und den neuen Bandmitgliedern Jana Reiß und Jessy Bremes. Im November 2009 wurde ihre erste gemeinsame Single This Is Christmas veröffentlicht. Seit 2011 besteht die Gruppe nur noch aus Ela Paul und Jessy Bremes. Am 13. Mai 2011 wurde die letzte Single der Band Me and the City veröffentlicht.

## Diskografie

### Studioalben
| Jahr | Titel              | Höchstplatzierung, Gesamtwochen, AuszeichnungChartplatzierungen (Jahr, Titel, Platzierungen, Wochen, Auszeichnungen, Anmerkungen) | Höchstplatzierung, Gesamtwochen, AuszeichnungChartplatzierungen (Jahr, Titel, Platzierungen, Wochen, Auszeichnungen, Anmerkungen) | Höchstplatzierung, Gesamtwochen, AuszeichnungChartplatzierungen (Jahr, Titel, Platzierungen, Wochen, Auszeichnungen, Anmerkungen) | Anmerkungen                             |
| Jahr | Titel              | DE | AT | CH | Anmerkungen                             |
| ---- | ------------------ | --- | --- | --- | --------------------------------------- |
| 2002 | Witchcraft         | DE4 Gold · (31 Wo.)DE | AT26 (11 Wo.)AT | CH30 (18 Wo.)CH | Erstveröffentlichung: 21. Mai 2002      |
| 2003 | What Does It Mean? | DE43 (2 Wo.)DE | — | — | Erstveröffentlichung: 10. November 2003 |
| 2004 | Come Along         | — | — | — | Erstveröffentlichung: 22. November 2004 |

### Singles
| Jahr | Titel Album                                | Höchstplatzierung, Gesamtwochen, AuszeichnungChartplatzierungen (Jahr, Titel, Album, Platzierungen, Wochen, Auszeichnungen, Anmerkungen) | Höchstplatzierung, Gesamtwochen, AuszeichnungChartplatzierungen (Jahr, Titel, Album, Platzierungen, Wochen, Auszeichnungen, Anmerkungen) | Höchstplatzierung, Gesamtwochen, AuszeichnungChartplatzierungen (Jahr, Titel, Album, Platzierungen, Wochen, Auszeichnungen, Anmerkungen) | Anmerkungen                              |
| Jahr | Titel Album                                | DE | AT | CH | Anmerkungen                              |
| ---- | ------------------------------------------ | --- | --- | --- | ---------------------------------------- |
| 2001 | Witchcraft                                 | DE77 (9 Wo.)DE | — | — | Erstveröffentlichung: 28. Mai 2001       |
| 2002 | Just More Witchcraft                       | DE2 Gold · (22 Wo.)DE | AT5 (22 Wo.)AT | CH7 (27 Wo.)CH | Erstveröffentlichung: 15. April 2002     |
| 2002 | In April (You Call My Name) Witchcraft     | DE31 (9 Wo.)DE | AT27 (9 Wo.)AT | CH58 (5 Wo.)CH | Erstveröffentlichung: 9. September 2002  |
| 2003 | Witchcraft 2003 –                          | DE48 (5 Wo.)DE | — | — | Erstveröffentlichung: 24. Februar 2003   |
| 2003 | (One More) Song for You What Does It Mean? | DE75 (2 Wo.)DE | — | — | Erstveröffentlichung: 20. Oktober 2003   |
| 2004 | Silent Tears –                             | DE90 (2 Wo.)DE | — | — | Erstveröffentlichung: 8. März 2004       |
| 2004 | Touch the Sky Come Along                   | DE76 (4 Wo.)DE | — | — | Erstveröffentlichung: 20. September 2004 |
| 2005 | Losin’ You Come Along                      | DE70 (3 Wo.)DE | — | — | Erstveröffentlichung: 25. April 2005     |

Weitere Singles
- 2001: Who Am I?
- 2009: This Is Christmas
- 2011: Me and the City

## Auszeichnungen
- 2002: 1Live Krone – Bester Newcomer
- 2002: SWR3 New Pop A-ward – Bester Newcomer
- 2002: Radio Regenbogen Award – Pop National
- 2003: Echo – Radio-Nachwuchs-Preis
- 2003: Radio SAW Mega Ei – Just More Platz 3
- 2003: Der goldene Fritz – Hippste Girlband